# 芝區
芝區（日语：〔〕／ Shiba ku */?）是日本於1878年到1947年設置在東京的一個區。

## 簡介
芝區是現在東京都港區前身的三區（芝區、赤坂區、麻布區）之一，於1878年（明治11年）11月2日依照郡區町村編法設置，其轄境與現在港區的範圍減去赤坂、青山、麻布、六本木等地之後的地域大致相同。

## 歷史
- 到戰國時代為止，該地區有武藏國荏原郡的柴村、櫻田村、金杉村、三田村、上高輪村、下高輪村、今里村以及作為荏原郡與豐島郡之入會地（日语：入会地）的白金村。其中的柴村在之後改為豐島郡管轄。
- 1651年（慶安4年），自白金村分離出白金台町1至11丁目及白金猿町。
- 1662年（寛文2年），豐島郡柴村、荏原郡金杉町、一部份的三田村、上高輪村成為町奉行支配區。
- 1696年（元祿9年），於虎之門地區的組屋敷所在地成立新的神谷町。此外，到元祿時期為止於鄰接的西久保地區成立了西久保車坂町、西久保新下谷町、西久保同朋町等町，並成為町奉行支配區。
- 1710年（寶永7年），於新橋地區的芝口一到四丁目、源助町等處設立町屋，前述地區成為町奉行支配區。
- 1713年（正德3年），白金台町與白金猿町、荏原郡下高輪村成為町奉行支配區。
- 1868年（明治元年），隨著東京府成立，後來的芝區一帶成為東京府的轄區。
- 1878年（明治11年）11月2日，因郡區町村編法而設立了芝區，為東京15區之一，隸屬於東京府。此時的人口為58,861人，戶數是14,757戶。而在這時的芝區底下有下列區劃：

- 汐留町一丁目、汐留町二丁目（今東新橋）
- 日蔭町一丁目、日蔭町二丁目、新幸町、二葉町、烏森町、芝愛宕下町一丁目、芝愛宕下町二丁目、芝愛宕下町三丁目、芝愛宕下町四丁目、兼房町、櫻田伏見町、芝愛宕町三丁目（今之新橋）
- 芝口一丁目、芝口二丁目、芝口三丁目、源助町、露月町、柴井町（今東新橋、新橋）
- 南佐久間町一丁目、新櫻田町、櫻田太左衛門町、櫻田久保町、櫻田善右衛門町、櫻田備前町、櫻田鍛冶町、芝愛宕町二丁目（今西新橋）
- 南佐久間町二丁目、櫻田本郷町、櫻田和泉町、田村町（今之新橋、西新橋）
- 芝愛宕町一丁目（今之愛宕）
- 芝今入町、琴平町、葺手町、神谷町、櫻川町、西久保明船町、西久保巴町、西久保城山町、西久保廣町（今虎之門）
- 西久保八幡町（今虎之門、大部分為麻布台）
- 芝公園地、芝榮町（今芝公園）
- 宇田川横町、芝三島町、芝宮本町、芝七軒町、芝中門前町一丁目、芝中門前町二丁目、芝中門前町三丁目、芝片門前町一丁目、芝片門前町二丁目、芝土手跡町（今芝大門）
- 芝濱松町一丁目、芝濱松町二丁目、芝濱松町三丁目、芝濱松町四丁目、神明町（今濱松町、芝大門）
- 芝新網町、芝湊町（今濱松町）
- 宇田川町（今東新橋、新橋、濱松町、芝大門）
- 芝新銭座町（今東新橋、濱松町）
- 芝濱崎町（今海岸一丁目）
- 芝金杉一丁目、芝金杉二丁目、芝金杉三丁目、芝金杉四丁目、芝金杉川口町、芝金杉濱町、芝松本町、芝新堀町、芝西應寺町、芝田町一丁目、芝田町二丁目、芝田町三丁目、芝横新町、本芝一丁目、本芝二丁目、本芝三丁目、本芝四丁目、本芝材木町、本芝下タ町、本芝入横町、三田四國町、三田同朋町（現在的芝）
- 芝金杉新濱町（今之芝浦）
- 芝新門前町、芝赤羽町、芝田町五丁目、芝田町六丁目、芝田町七丁目、芝田町八丁目、芝田町九丁目、三田小山町、三田綱町、三田一丁目、三田二丁目、三田三丁目、三田四丁目、三田功運町、三田台町一丁目、三田台町二丁目、三田台裏町、三田豐岡町、三田南寺町、三田北寺町（今之三田）
- 芝通新町、芝田町四丁目（現在的芝、三田）
- 芝車町、三田君塚町、下高輪町、高輪南町、高輪北町、高輪台町、高輪西台町、白金丹波町（今之高輪）
- 芝伊皿子町、三田松坂町（今之三田、高輪）
- 三田老增町（今之白金）
- 芝二本榎一丁目、芝二本榎二丁目、芝二本榎本町、白金志田町（今之高輪、白金）
- 白金台町一丁目、白金台町二丁目（今白金台）
- 芝二本榎西町、白金猿町（今之高輪、白金台）

- 1888年（明治22年）5月1日，東京府實施市制、町村制，成立了東京市，芝區即隸屬於東京市。隨之而來的是一部份的荏原郡白金村編入芝區（剩餘部份編入大崎村）。新納編之地區後來設立了白金三光町（今之白金、白金台）、白金今里町（今之白金台）。
- 1911年（明治44年），廢除町名中「芝」的冠稱。三田君塚町亦改稱君塚町。
- 1929年（昭和4年），芝區役所遷移到芝公園6號地（現在的港區役所所在地）。此時芝區的人口為175,760人（昭和5年）。
- 1932年（昭和7年），隨著關東大地震震災復興後的區劃整理，進行了對位於現在的新橋、濱松町地域的各町町名的統整。
- 1933年（昭和8年）11月16日，於高輪海岸填海新生地設置了高濱町（今之港南）。
- 1943年（昭和18年）4月1日，於高濱町附近的填海新生地設置了海岸通五丁目、六丁目（今之港南）。
- 1943年（昭和18年）7月1日，隨著實施東京都制，廢除了東京府與東京市，成立東京都。芝區成為東京都底下的一個區。此時的芝區人口為191,445人（昭和15年）。
- 1945年（昭和20年），隨著數次的東京大空襲，該區境內有68,000以上的人罹難。
- 1947年（昭和22年）3月15日，芝、麻布、赤坂等三區合併成「港區」，芝區隨之消滅。同時原芝區各町的町名重新加上「芝」這個冠稱。

## 交通

### 鐵道路線
- 國鐵（今JR東日本）
  - 東海道本線（東北・京濱線）　：　新橋車站 - 濱松町車站 - 田町車站 - 品川車站
- 帝都高速度交通營團（今東京地下鐵）
  - 銀座線　：　新橋車站 - 虎之門車站
- 東京都電車
  - 蓬莱橋線、金杉線、三田線、品川線、虎之門線、札之辻線、六本木線、古川橋線、伊皿子線、目黒線、五反田線

東京地下鐵日比谷線、南北線、都營地下鐵淺草線、三田線、大江戶線、東京單軌電車羽田線、百合鷗東京臨海新交通臨海線未開通。